# 脑脊膜
脑脊膜又称腦脊髓膜，是包裹大脑和脊髓表面的膜状结缔组织。在汉语解剖学中，包裹脑的部分称为腦膜，包裹脊髓的部分称为脊膜。
在哺乳动物中，脑脊膜主要分硬脑膜、蛛網膜及軟腦膜三层，蛛网膜和软腦膜之间则是含有脑脊液的蛛网膜下隙（subarachnoid space）又称蛛網膜下腔，其内有脑脊液和行于脑表面的较大血管，脑与脊髓的蛛网膜下隙相通。
腦脊膜的主要生理功能是为中枢神经系统提供结构支撑和物理保护，同时通过脑脊液的循环来协助胶状淋巴系统清理代谢废物。

## 结构

### 硬脑膜
硬脑膜是一层位于头骨和椎骨最外层的厚实的膜。

### 蛛网膜
脑膜的中间层是蛛网膜，其名称来源于其类似蜘蛛网的外观。蛛网膜中枢神经系统与外部结构的缓冲层。蛛网膜是一层薄且透明的膜。与软脑膜类似，其外层由紧密排列的扁平细胞组成组成了蛛网膜屏障。
蛛网膜的形状并不随大脑表面的回旋而变化，因此看起来像一个松散贴合的囊。在大脑区域，大量被称为蛛网膜小梁的细小的丝状结构穿过蛛网膜下腔链接蛛网膜与软脑膜组织。蛛网膜屏障层没有细胞外胶原蛋白，在形态学和生理学上，蛛网膜被认为是将蛛网膜下腔的脑脊液与硬脑膜中的血液循环隔开的脑膜屏障。

### 软脑膜
软脑膜是一层紧密附着于大脑（沿着脑回和脑沟）和脊髓表面的膜。软脑膜非常薄，主要由纤维组织组成，其外表面覆盖有一层扁平细胞而对液体不通透。软脑膜被通向大脑和脊髓的血管穿透，其毛细血管为大脑提供养分。

### 蛛网膜下淋巴样膜
蛛网膜下淋巴样膜（SLYM）是2023年在人体和小鼠大脑中提出的可能的第四层脑膜。SLYM有效地将蛛网膜下腔分为两个不同的区域，在免疫表型上与人类和小鼠大脑的其他脑膜层不同，作为一个紧密的屏障可以阻挡超过3千道尔顿的溶质，允许脑脊液和静脉血之间的小溶质直接交换。